# Heinrich Wagner (politik)
Heinrich Wagner (21. prosince 1835 Kuty – 19. května 1894 Vídeň) byl rakouský podnikatel a politik židovského původu z Bukoviny, v 2. polovině 19. století poslanec Říšské rady.

## Biografie
Jeho otec Osias Wagner byl známým lékařem. Heinrich vystudoval gymnázium v Černovicích. Nastoupil na Vídeňskou univerzitu, ale studia lékařství přerušil. Pak se věnoval podnikání v oboru železnic. 8. března 1871 začal pracovat ve firmě M. Zucker zabývající se obchodem se smíšeným zbožím. 28. prosince 1891 se po smrti svého obchodního partnera M. Ziffera stal ředitelem firmy. Zastával též funkci ředitele spořitelny. Působil jako bankéř.
Byl židovského původu. V roce 1871 byl zvolen do rady židovské náboženské obce v Černovicích. Přispěl 6000 zlatých na dostavbu černovické synagogy. V roce 1866 se oženil s Josephine Achner.
Angažoval se i v politice. V 70. letech byl členem městské rady v Černovicích. Od roku 1873 byl členem místní obchodní a živnostenské komory. Zasedal též jako poslanec Říšské rady (celostátního parlamentu), kam nastoupil v doplňovacích volbách roku 1878 za kurii obchodních a živnostenských komor v Bukovině, obvod Černovice jako nástupce zesnulého poslance Isaaka Rubinsteina. Mandát obhájil v řádných volbách roku 1879 a volbách roku 1885. Ve volbách roku 1891 byl zvolen za městskou kurii, obvod Černovice. V parlamentu zasedal do své smrti roku 1894. Pak ho nahradil Josef Rott. V roce 1873 se uvádí jako Heinrich Wagner, bankéř a viceprezident obchodní komory, bytem Černovice.
V parlamentu trvale patřil do bloku Ústavní strany (liberálně, centralisticky a provídeňsky orientované). Na Říšské radě se v říjnu 1879 uvádí jako člen staroněmeckého Klubu liberálů (Club der Liberalen). Od roku 1881 byl členem klubu Sjednocené levice, do kterého se spojilo několik ústavověrných (liberálně a centralisticky orientovaných) politických proudů. Za tento klub uspěl i ve volbách roku 1885. Po rozpadu Sjednocené levice přešel do frakce Německorakouský klub. V roce 1890 se uvádí jako poslanec obnoveného klubu německých liberálů, nyní oficiálně nazývaného Sjednocená německá levice. I ve volbách roku 1891 byl na Říšskou radu zvolen za klub Sjednocené německé levice.
Zemřel v květnu 1894.